# フォッジャ
フォッジャ（イタリア語: Foggia ( 音声ファイル)）は、イタリア共和国プッリャ州の都市で、その周辺地域を含む人口約15万人の基礎自治体（コムーネ）。フォッジャ県の県都である。
「イタリアの穀倉」とも呼ばれるタヴォリエーレ平原の中心都市である。

## 名称
Foggia は、ラテン語のfovea（穴倉）から来ており、小麦を貯蔵するための穴倉に由来する地名である。

## 地理

### 位置・広がり
フォッジャ県中部に位置する。
コムーネ面積は 約508 km2で、全国第8位の広さを有する。

#### 隣接コムーネ
隣接するコムーネは以下の通り。
- アスコリ・サトリアーノ
- カラペッレ
- カステッルッチョ・デイ・サウリ
- ルチェーラ
- オルドーナ
- リニャーノ・ガルガーニコ
- サン・ジョヴァンニ・ロトンド
- サン・マルコ・イン・ラーミス
- サン・セヴェーロ
- トローイア

## 歴史
この地域には新石器時代に人類が定住しており、付近にはアルピ（Argos Hippium あるいは Argyrippa とも）というギリシャ人の植民市があった。現在のフォッジャの街につながる都市が存在したことを証明する最初の記録は、西暦1000年ごろのものである。伝説によれば、最初の移住者である農民は、聖母の像が描かれた板絵を見つけたが、その板絵には3つの炎が燃えていたという。
この地域は湿地帯であり衛生面でも恵まれない土地であったが、11世紀後半にこの地の領主（プッリャ・カラブリア伯、のちプッリャ・カラブリア公）となったロベルト・イル・グイスカルドの下で一部ながら干拓が進み、以後のフォッジャの経済的・社会的発展の基盤を築くこととなった。11世紀最後の20年間、フォッジャにはモンテ・サンタンジェロ伯エンリーコ (Henry, Count of Monte Sant'Angelo) の宮廷が置かれた。12世紀にはシチリア王グリエルモ2世は大聖堂を建設し、都市を拡張させた。
シチリア王から神聖ローマ皇帝となったフリードリヒ2世（フェデリーコ2世）は、1223年にフォッジャに宮殿を築き、その後しばしば逗留した。フリードリヒ2世の宮廷や彼に仕えた学者たち（たとえば占星術師のマイケル・スコットなど）がフォッジャには存在していたわけであるが、当時を偲ぶものはほとんど残っていない。1447年、アラゴン王アルフォンソ5世はパラッツォ・ドガーナ (it:Palazzo Dogana) を築き、地元の牧羊農家に課税を行った。しかし、このことは地元経済の衰退をもたらし、土地は荒廃して再び湿地帯に戻ってしまった。1456年には地震がフォッジャに被害をもたらした（地震はその後、1534年、1627年、1731年にも発生して町が被害を受けた）。この地の支配者となったブルボン家の人々は、この地域（カピタナータ地方）の穀物生産を盛んにすることにより経済発展を図り、フォッジャの街も再建された。
19世紀、フォッジャには鉄道が引かれ、重要な公共施設も建てられた。市民はしばしばフランス人の支配に対する反乱に加わり、1861年のイタリア統一につながった。1865年までに、この地の産業は伝統的な牧羊業から農業経済へと決定的に移行した。この地域は歴史的に水不足に悩まされていたが、1924年にプッリャ用水が完成することで解消されることになった。
フォッジャは南北イタリアを結ぶ要衝となったが、その役割のために、第二次世界大戦中の1943年には連合国軍による数度のフォッジャ空襲 (Bombing of Foggia) を受け、市民に合わせて2万人以上の犠牲者を出すこととなった。1943年10月1日、イギリス第8軍がフォッジャを占領し、イタリア半島北部へ進撃するための拠点とした。なお、第二次世界大戦中の市民の行動を顕彰して、1959年と2006年にイタリア政府から市民金賞 (it:Valor civile) と軍事勇敢金賞 (it:Medaglia d'oro al valor militare) が授与されている。

## 行政

### 分離集落
フォッジャには、以下の分離集落（フラツィオーネ）がある。
- Arpinova, Cervaro, Duanera La Rocca, Borgo Eridania (o Rignano Scalo), Borgo Incoronata, Segezia, Tavernola, Salice, San Lorenzo in Carmignano, La Pescia, Tortorella, Ponte Albanito

## スポーツ
プロサッカークラブとしては、1920年創設のUSフォッジャがある。ホームスタジアムはスタディオ・ピーノ・ザッケリア。2013-2014シーズンは、イタリアサッカーリーグのレガ・プロ・セコンダ・ディヴィジオーネ（4部リーグ）に所属する。

## 姉妹都市
- ペスカッセーロリ、イタリア
- ピーターバラ、イギリス
- ゲッピンゲン、ドイツ

## 人物

### 著名な出身者
- ウンベルト・ジョルダーノ - オペラ作曲家。
- トニー・スライディーニ - 米国で活動したクロースアップマジシャン。